# Nystalea virgula
Nystalea virgula är en fjärilsart som beskrevs av Felder 1874. Nystalea virgula ingår i släktet Nystalea och familjen tandspinnare. Inga underarter finns listade i Catalogue of Life.